# 삼영산업
삼영산업(Sam Young Industry, 三榮産業株式會社)은 1972년에 설립을 한 대한민국의 건축용 타일을 만드는 기업이다.

## 역사
- 1972년 7월 27일: 삼영요업㈜ 최초 설립
- 1973년 4월 28일: 삼영요업 김해공장 임대사용
- 1978년 6월 28일: 삼영화학공업㈜ 인수
- 1984년 2월 20일: 삼영 점보타일 출시
- 1984년 5월 27일: 개발품인 삼영 대형타일 출시
- 1985년 3월 22일: 세계적인 타일메이커인 이태리 ENCO 社 및 CITI 社 기술제휴로 삼영 크리스탈 타일 출시
- 1991년 1월 1일: 현재 사명을 삼영산업㈜ 변경
- 2014년 10월 14일: 삼영산업㈜ 기업부설연구소 개소
- 2019년 11월 16일: 친환경 타일 삼영 세라믹스톤 출시

## 논란

### 가스비 거래 갑질
2020년 5월, 18년 동안 거래를 해왔던 경남에너지로부터 가스비를 26억여원 내놓으라며 소송을 당했지만, 삼영산업 대표는 경남에너지측에서 잘못 설치된 설정값 세팅을 다했고 봉인까지 다한 상황이기 때문에 그동안 조작이 불가능했다고 항변했다.

### 부도
2024년 1월 24일 삼영산업과 김해시에 따르면, 삼영산업이 지난 1월 15일자로 전 직원 130명에 대해 해고 통보를 했다. 해고 사유는 경영악화가 주원인이다. 그러자 노조는 경영악화 이유가 고 이종환 삼영화학그룹 명예회장이 세운 관정이종환교육재단에 회사 자산을  계속 기부했기 때문에 자본잠식이 되었다고 주장했다.